# Франц Ернст фон Валдщайн-Вартенберг
Йохан Франц Ернст Херман фон Валдщайн-Вартенберг (на немски: Johann Franz Ernst Hermann, Graf von Waldstein, Herr von Wartenberg, на чешки: Jan František Arnošt Heřman z Valdštejna;* 19 юли 1706, Прага; † 14 септември 1748, Мюнхенгрец/Мнихово Храдище в Чехия) е бохемски благородник, граф на Валдщайн и Вартенберг.

## Живот
Той е най-големият син на граф Франц Йозеф фон Валдщайн-Вартенберг (1680 – 1722), имперски съветник и губернатор на Моравия (1717 – 1719), и съпругата му графиня Мария Маркета Цзернин фон Худениц (1689 – 1725), дъщеря на граф Херман Якуб Цзернин фон Худениц (1659 – 1710) и графиня Мария Йозефа Славата з Члуму а Козумберка (1667 – 1708).
Франц Ернст и по-малкият му брат Франц Георг фон Валдщайн-Вартенберг (1709 – 1771) основават две фамилни линии. Франц Ернст основава „линията Мнихово Храдище“ с именията Мнихово Храдище (Мюнхенгрец), Коморни Храдек, Бела, Куриводи, Звиретице и Докси (Хиршберг). Както баща му той има титлата „главен форшнайдер“ на Кралство Бохемия.
Франц Ернст умира на 42 години на 14 септември 1748 г. в Мюнхенгрец (Мнихово Храдище) в Чехия.

## Фамилия
Франц Ернст се жени на 10 февруари 1727 г. в Донауешинген за ландграфиня Мария Елизабет фон Фюрстенберг (* 28 февруари 1703; † 22 януари 1767, Прага), дъщеря на ландграф Проспер Фердинанд фон Фюрстенберг-Щюлинген (1662 – 1704) и графиня Анна София Евзебия фон Кьонигсег-Ротенфелс (1674 – 1731). Те имат децата:
- Франц Прокоп (* 1727/1728; † 31 юли 1734)
- София (* 1729; † 11 януари 1733)
- Ян Винценц Ферериус (* 17 юни 1731, Виена; † 10 април 1797, Тршебич), женен на 14 април 1759 г. в Прага за София фон Щернберг (* 11 юни 1738, Виена; † 16 януари 1803, Прага); имат осем деца. Той е приятел с Волфганг Амадеус Моцарт през 1770 – 1778 г.